# Josef Kędzior
Josef Kędzior, počeštěně též Kedzior, (26. března 1936 Třinec – 4. března 2020 Třinec) byl český fotbalový útočník. Věnoval se rovněž lednímu hokeji v Třinci, podobně jako jeho spoluhráč Karel Bujok.

## Hráčská kariéra
V československé lize hrál v sezoně 1963/64 za Třinecké železárny (17.08.1963–14.06.1964), nastoupil ve 26 ligových utkáních a vstřelil 5 prvoligových branek.

### Ligová bilance
| Ročník             | Zápasy | Góly | Minuty | Klub         |
| ------------------ | ------ | ---- | ------ | ------------ |
| II. liga 1962/63   | –      | –    | –      | TJ TŽ Třinec |
| I. liga 1963/64    | 26     | 5    | 2 340  | TJ TŽ Třinec |
| CELKEM I. ČS. LIGA | 26     | 5    | 2 340  |              |